# Чавој
Чавој (слч. Čavoj) насељено је мјесто са административним статусом сеоске општине (слч. obec) у округу Прјевидза, у Тренчинском крају, Словачка Република.

## Становништво
| Година:    | 1994. | 2004.    | 2014.    | 2024.   |
| ---------- | ----- | -------- | -------- | ------- |
| Број људи: | 696   | 577      | 506      | 497     |
| Разлика:   |       | -17,09 % | -12,30 % | -1,77 % |

| Година:    | 2023. | 2024.   |
| ---------- | ----- | ------- |
| Број људи: | 502   | 497     |
| Разлика:   |       | -0,99 % |

Према подацима о броју становника из 2011. године насеље је имало 528 становника.